# Objat
Objat är en kommun i departementet Corrèze i regionen Nouvelle-Aquitaine i de centrala delarna av Frankrike. Kommunen ligger  i kantonen Ayen som tillhör arrondissementet Brive-la-Gaillarde. År 2022 hade Objat 3 737 invånare.

## Befolkningsutveckling
Antalet invånare i kommunen Objat
Referens:INSEE